# Julio Marcial
Julio Marcial (en latín: Iulius Martialis; † probablemente el 8 de abril de 217) fue miembro y oficial de la Guardia Pretoriana romana. Como pretoriano, su trabajo era proteger al emperador y brindar protección militar al área dentro y alrededor de Roma.

## Biografía
Marcial estuvo involucrado en la conspiración de Macrino contra el tiránico emperador Caracalla. Tenía el papel del cometer el asesinato, ya que se suponía que acompañaría al emperador en su viaje por Mesopotamia. Además, fue elegido por los conspiradores porque tenía un odio personal contra Caracalla. No está claro exactamente por qué: Herodiano habla de que su hermano fue ejecutado ilegalmente apenas unos días antes. Dion Casio afirma que el factor decisivo fue la denegación de un ascenso.
El 8 de abril de 217 el tren imperial partió hacia Carras. Mientras Caracalla desmontaba de su caballo para hacer sus necesidades, Martialis se le acercó, aparentemente queriendo decirle algo, y lo apuñaló por la espalda. Luego, un guardaespaldas escita de Caracalla mató al asesino que huía con su lanza.

## Literatura
- Arthur Stein: Iulius 346. In: Paulys Realencyclopädie der classischen Altertumswissenschaft (RE). Band X,1, Stuttgart 1918, Sp. 674 f. (en alemán).